# Браун, Мелани
Ме́лани Джани́н Бра́ун (англ. Melanie Janine Brown [ˈmɛləni dʒəˈniːn ˈbraʊn]; род. 29 мая 1975, Лидс, Англия, Великобритания) — британская певица, автор песен, актриса и телеведущая. Наиболее известна как Mel B (Мел Би) и Scary Spice из группы Spice Girls.
Сольную карьеру Мелани начала в 1998 году, выпустив совместный сингл с Мисси Эллиотт «I Want You Back» на лейбле Virgin Records. Композиция заняла первое место в британском хит-параде UK Singles Chart. Затем последовал выход дебютного альбома Hot (2000). Синглы из альбома «Tell Me» и «Feels Good» попали в первую десятку британского чарта. Второй сольный альбом Мелани Браун L.A. State of Mind вышел в 2005 году на независимом лейбле Amber Café. Единственный сингл с пластинки «Today» вышел в июне того же года. В середине 2012 года Мелани объявила о возвращении к сольной карьере и записи третьего студийного альбома, подписав контракт с австралийским отделением лейбла EMI Music. В сентябре 2013 года состоялся релиз первого сингла за восемь лет «For Once in My Life».

## Биография

### 1975—1993: Детство и юность
Мелани Браун родилась в городе Лидс, в районе Хархилс. Детство провела в другой части города — Берли. Её отец — Мартин Браун — уроженец Сент-Китса и Невиса, мать — Андре Мартин (в девичестве Диксон) — англичанка.
В детстве победила в конкурсе «Мисс Карибского солнца».
В 10 лет начала играть на ударных инструментах и в 15 лет получала стипендию в музыкальной школе, которую окончила как ударница и учительница танцев.

### 1993—2000: Scary Spice
В 1993 году стала участницей группы «Spice Girls», вместе с Мелани Си и Викторией Адамс, откликнувшись на объявление в газете. Эмму Бантон рекомендовал её учитель пения, Джери Халлиуэлл попала в группу случайно.
В группе девушка была известна как «Скэри Спайс», что в переводе с английского языка значит «Страшная Специя». Данный псевдоним Мелани получила из-за манерного акцента и пышной африканской причёски, а также из-за экстравагантной манеры одеваться.

### 1998—2001
В 1998 году Мел Би стала заниматься сольным творчеством, при этом совмещая работу в «Spice Girls». Первым синглом стала совместная работа с Мисси Эллиот под названием «I Want You Back», который был выпущен 14 сентября 1998 года. Композиция заняла первое место в чарте UK Singles Charts.
В июне 1999 года был выпущен второй сингл певицы «Word Up» (кавер-версия группы Cameo), на этот раз Мелани сотрудничала с Тимбалэндом. Сингл занял 14-е место в британских хит-парадах, а также стал саундтреком к фильму «Остин Пауэрс: Международный человек-загадка».
25 сентября 2000 года Мелани Браун выпустила полноценный сольный сингл Tell Me, занявший 4-е место в чартах Великобритании.
На основе пережитых ею семейных неурядиц она написала свой первый сольный альбом Hot, релиз которого состоялся 9 октября 2000 года. Это было своевременно, так как Spice Girls в скором времени ждал распад.
19 февраля 2001 года состоялся выпуск третьего сингла с дебютного альбома — «Feels So Good», занявший 5-е место в топ-чартах Соединённого Королевства.
4 июня 2001 года был выпущен четвёртый и заключительный сингл с альбома Hot — «Lullaby». Данную песню Мелани посвятила своей дочери Феникс Чи Гюльзар, которая вместе с ней снялась в клипе на эту композицию. На этот раз сингл не стал лучшим и занял 14-е место в UK Singles Charts. Из-за этого лейбл Virgin Records разорвал контракт с Браун.
Планировался выпуск пятого сингла «Hotter», однако, релиз был отложен из-за низкого уровня продаж сингла «Lullaby».

### 2002—2007
В 2002 году Браун издала автобиографию Catch a fire.
В 2003 году Браун иммигрировала в США из Великобритании. В данный момент[когда?] она проживает со своим мужем и тремя дочерьми в Лос-Анджелесе (штат Калифорния).
Записав несколько более или менее успешных сольных синглов, в 2005 году Браун выпустила второй сольный альбом L.A. State Of Mind, который потерпел сокрушительный провал, заняв лишь 453-е место в чарте Великобритании и достигнув суммарной суммы продаж лишь в 1500 копий. Единственный сингл из этого альбома, «Today», сумел пробиться в топ-50, заняв 41-ю позицию в чарте.
Браун поддержала идею воссоединения Spice Girls и отправилась с ними в турне.
В 2007 году Браун заняла второе место в шоу «Танцы со звёздами» (англ. Dancing with the Stars), где танцевала в паре с Максимом Чмерковским.

### 2010—2015
В 2011 году Браун стала судьёй австралийской версии X-Factor, а в 2012 году была приглашённой судьёй для британского X-Factor.
В 2013 году объявила о том, что возвращается к сольной карьере певицы и начинает запись третьего сольного альбома.
У неё была небольшая роль в финальном эпизоде драматического сериала телеканала ITV2 «Тайный дневник девушки по вызову». В 2013 году она вернулась к актёрской деятельности в фильме американского кабельного телеканала Lifetime «Двенадцать деревьев Рождества». С августа по сентябрь 2013 года она была судьей на телевизионном танцевальном шоу Stepping Out вместе с хореографами Уэйном Соном и Джейсоном Гардинером.
19 сентября 2013 года состоялся релиз нового сингла певицы «For Once In My Life», занявший 30-е место в британских топ-чартах.
20 февраля 2013 года телеканал NBC объявил, что Браун будет судьей на шоу America’s Got Talent в его восьмом сезоне, вместе с Хоуи Мэнделом, Говардом Стерном, Хайди Клум и Саймоном Коуэллом, который заменил Стерна в 2016 году.
Мелани Браун судила шоу с 8-го по 13-й сезоны и первый сезон America’s Got Talent: The Champions до того, как в феврале 2019 года было объявлено о её уходе и замене на Габриэль Юнион.
В конце 2014 года она появилась в шоу The Big Fat Quiz of the Year и снялась в скетче с актёрами телесериала «Улица Коронации» для благотворительного телемарафона Text Santa.
В начале 2014 года Браун стала тренером австралийской версии шоу The Voice Kids вместе с певцами Джоэлом Мэдденом и Дельтой Гудрем. В июне она была утверждена в качестве четвёртого судьи для британского The X-Factor, заменив Николь Шерзингер. В декабре 2014 года было объявлено, что Браун пропустит финал The X-Factor из-за болезни.
В том же году Браун стала приглашенной соведущей в утренней программе сиднейской радиостанции 2Day FM вместе с Джулс Лунд, Меррик Уоттс и Софи Монк. Браун и соведущие заменили ведущих Кайла и Джеки О, которые ушли на конкурирующую радиостанцию.
16 июня 2015 года было подтверждено, что Браун не вернется для участия в двенадцатом сезоне The X-Factor, и её заменила Рита Ора. В январе 2016 года она начала вести Lip Sync Battle UK, британскую адаптацию шоу Lip Sync Battle, на канале Channel 5 вместе с Профессором Грином.

### 2016—2018: Успех на телевидении и в кино
В 2016 году Браун была приглашенным судьей на The X-Factor на прослушивании в Лондоне, заменив Николь Шерзингер.
В 2016 году Мелани Браун объявила, что Spice Girls - за исключением Виктории Бекхэм и Мелани Си - работают над новым материалом и туром в честь 20-летия группы в 2017 году. Позже в Интернете появилась песня «Song for Her» от участниц группы. Планы по воссоединению были отменены, когда Джери Халлиуэлл объявила, что ждет второго ребёнка.
В этом же году Браун подтвердила свое возвращение в австралийскую версию шоу The X-Factor вместо Кайли Миноуг после трехлетнего отсутствия.
В 2017 году она сыграла в мюзикле «Чикаго» в роли Рокси Харт. Примерно в то же время она снялась в фильме Chocolate City: Vegas Strip с участием Роберта Ричарда, Майкла Джей Уайта, Мекая Файфера, Вивики А. Фокс. В том же месяце она снялась в фильме Killing Hasselhoff с Дэвидом Хассельхоффом и Джастином Бибером.
В конце 2017 года Браун снялась в клипе на песню «Spice Girl» рэпера Aminé.

### С 2018
5 ноября 2018 года Браун объявила о воссоединении Spice Girls в своем профиле в Instagram. Было объявлено, что все участницы группы, кроме Виктории Бекхэм, примут участие в туре Spice World - 2019 Tour по Великобритании и Ирландии.
В 2022 году Мелани Браун получила звание Кавалера Британской империи за работу с благотворительной организацией по борьбе с насилием в семье Women's Aid.

### Личная жизнь
В 1998—2000 годы Мелани была замужем за танцором Джимми Гулзаром. У бывших супругов есть дочь — Феникс Чи Гулзар (род. 19.02.1999).
В 2006 году Мелани встречалась с актёром Эдди Мёрфи, от которого (уже после их расставания) родила свою вторую дочь — Эйнджел Айрис Мёрфи-Браун (род. 03.04.2007).
В 2007—2017 годы Мелани была замужем за кинопродюсером Стивеном Белафонте. У бывших супругов есть дочь — Мэдисон Браун-Белафонте (род. 01.09.2011).
В своих мемуарах, вышедших в 2018 году, Браун призналась, что 11 декабря 2014 года она совершила попытку самоубийства, приняв двести таблеток аспирина. Причиной попытки самоубийства называется домашнее насилие над Браун в семье со стороны её тогдашнего мужа Стивена Белафонте. Она также утверждала, что у её мужа был тайный роман с няней их ребёнка Лорейн Жиль, из-за чего последняя забеременела и Браун пришлось оплачивать дорогостоящий аборт. В результате Жиль подала иск против Браун о защите чести и достоинства, в котором утверждала, что у неё был семилетний роман с самой Браун, что у неё никогда не было серьёзных отношений с Белафонте и что единственный сексуальный контакт между ней и Белафонте произошёл по требованию Браун. В ответ Браун также обвинила Жиль в домашнем насилии и преследовании. Стивен Белафонте также отверг все обвинения в насилии, заявив, что Браун злоупотребляла тяжёлыми наркотиками, следствием чего и явилось отравление в декабре 2014 года.
19 октября 2022 года Браун заключила помолвку со своим возлюбленным Рори Макфи, с которым состоит в отношениях с 2018 года.

## Дискография
- 2000 — Hot
- 2005 — L.A. State Of Mind

## Видеография
| Клип                    | Год  | Режиссёр       | Альбом             |
| ----------------------- | ---- | -------------- | ------------------ |
| «I Want You Back»       | 1998 | Хип Уильямс    | Hot                |
| «Word Up!» (UK version) | 1999 | Wiz            | Hot                |
| «Word Up!» (US version) | 1999 | Мэттью Ролстен | Hot                |
| «Tell Me»               | 2000 | Найджел Дик    | Hot                |
| «Feel So Good»          | 2000 | Мартин Уэйз    | Hot                |
| «Lullaby»               | 2001 | Энди Оррик     | Hot                |
| «Proper Crimbo»         | 2003 | Неизвестно     | TBA                |
| «Today»                 | 2005 | Марк Макконелл | L.A. State Of Mind |
| «The One That Got Away» | 2007 | Рэй Кей        | TBA                |
| «For Once in My Life»   | 2013 |                | TBA                |